# Giovanni Battista Columbu
Giovanni Battista Columbu (Olzai, 26 febbraio 1920 – Bosa, 27 luglio 2012) è stato un politico italiano.